# Arne Tiselius
Arne Wilhelm Kaurin Tiselius (Estocolm, Suècia 1902 - Uppsala 1971) fou un bioquímic suec guardonat amb el Premi Nobel de Química l'any 1948.

## Biografia
Va néixer el 10 d'agost de 1902 a la ciutat d'Estocolm. Després de la mort del seu pare es va traslladar al costat de la seva família a Göteborg on va ingressar a l'escola, i després de la seva graduació al "Realgymnasium" l'any 1921 va estudiar química a la Universitat d'Uppsala. Posteriorment va esdevenir assistent d'investigació al laboratori de Theodor Svedberg l'any 1925 i va doctorar-se el 1930 sobre el mètode de la fase mòbil en el seu estudi de electroforesi aplicada a proteïnes per al que va utilitzar un aparell conegut com a tub de Tiselius. A partir d'aquell any inicià la seva tasca docent a la Universitat d'Uppsala, d'on fou nomenat catedràtic de química el 1938 i director de l'Institut de Bioquímica l'any 1946
Tiselius morí el 29 d'octubre de 1971 a la ciutat d'Uppsala.

## Recerca científica
Inicià la seva recerca al voltant dels processos de difusió i adsorció, que continuà durant la visita d'un any al laboratori de Hugh Stott Taylor a la Universiat de Princeton amb l'ajuda d'una beca de la fundació Rockefeller, on aconseguir desenvolupar el plasma sanguini sintètic. Al seu retorn a Uppsala va reprendre el seu interès en les proteïnes, i s'interesà en l'ús de mètodes físics als problemes bioquímics, la qual cosa el va conduir a desenvolupar un mètode millorat d'anàlisi electroforètic que va anar millorant els anys posteriors.
L'any 1948 fou guardonat amb el Premi Nobel de Química pels seus treballs sobre la naturalesa del plasma sanguini.
Tiselius va prendre part activa en la reorganització de la investigació científica a Suècia en els anys posteriors a la Segona Guerra Mundial, i va ser president de la Unió Internacional de Química Pura i Aplicada entre 1951 i 1955 i vicepresident de la Fundació Nobel l'any 1947 i posteriorment president d'aquesta l'any 1960.

## Reconeixements
En honor seu s'anomenà el cràter Tiselius sobre la superfície de la Lluna.